# Вестон (Пенсільванія)
Вестон (англ. Weston) — переписна місцевість (CDP) в США, в окрузі Лузерн штату Пенсільванія. Населення — 332 особи (2020).

## Географія
Вестон розташований за координатами 40°56′33″ пн. ш. 76°8′24″ зх. д. / 40.94250° пн. ш. 76.14000° зх. д. (40.942617, -76.140106).  За даними Бюро перепису населення США в 2010 році переписна місцевість мала площу 1,10 км², уся площа — суходіл.

## Демографія
Згідно з переписом 2010 року, у переписній місцевості мешкала 321 особа в 143 домогосподарствах у складі 84 родин. Густота населення становила 292 особи/км².  Було 154 помешкання (140/км²).
Расовий склад населення:
| - 96,9 % — білих - 0,6 % — чорних або афроамериканців - 0,3 % — корінних американців |

До двох чи більше рас належало 2,2 %. Частка іспаномовних становила 0,3 % від усіх жителів.
За віковим діапазоном населення розподілялося таким чином: 17,4 % — особи молодші 18 років, 62,4 % — особи у віці 18—64 років, 20,2 % — особи у віці 65 років та старші. Медіана віку мешканця становила 47,8 року. На 100 осіб жіночої статі у переписній місцевості припадало 108,4 чоловіків;  на 100 жінок у віці від 18 років та старших — 103,8 чоловіків також старших 18 років.
Середній дохід на одне домашнє господарство  становив 61 863 долари США (медіана — 55 917), а середній дохід на одну сім'ю — 63 688 доларів (медіана — 66 250). За межею бідності перебувало 11,8 % осіб, у тому числі 20,8 % дітей у віці до 18 років та 19,7 % осіб у віці 65 років та старших.
Цивільне працевлаштоване населення становило 186 осіб. Основні галузі зайнятості: освіта, охорона здоров'я та соціальна допомога — 43,0 %, виробництво — 34,4 %, будівництво — 7,0 %, транспорт — 3,8 %.